# Arfvedsonite
L'arfvedsonite (simbolo IMA: Arf) è un minerale del supergruppo dell'anfibolo, all'interno del quale viene collocato nel "gruppo degli anfiboli con W(OH,F,Cl)-dominante" e da lì al sottogruppo degli anfiboli di sodio dove occupa un posto nel "gruppo contenente la radice arfvedsonite nel nome"; essendo un anfibolo, appartiene agli inosilicati e pertanto alla famiglia minerale dei "silicati", e possiede composizione chimica NaNa2(Fe2+4Fe3+)Si8O22(OH)2.
L'arfvedsonite è definita con:
- catione sodio dominante in posizione A
- catione ferro ferroso Fe2+ dominante in posizione C2+
- catione ferro ferrico Fe3+ dominante in posizione C3+
- anione idrossile OH dominante in posizione W.

## Etimologia e storia
Il minerale è stato descritto nel 1823 da Henry James Brooke in base a un ritrovamento avvenuto in Groenlandia che attribuì il nome in onore di Johan August Arfwedson, chimico svedese che ha scoperto il litio.

## Classificazione
La classica nona edizione della sistematica dei minerali di Strunz, aggiornata dall'Associazione Mineralogica Internazionale (IMA) fino al 2009, elenca l'arfvedsonite nella classe "9. Silicati (germanati)" e da lì nella sottoclasse "9.D Inosilicati"; questa viene suddivisa più finemente in base alla struttura cristallina del minerale, in modo tale che l'arfvedsonite possa essere trovata nella sezione "9.DE Inosilicati con catene doppie di periodo 2, Si4O11; clinoanfiboli" dove forma il sistema nº 9.DE.25.
Tale classificazione resta invariata anche nell'edizione successiva, proseguita dal database "mindat.org".
Nella Sistematica dei lapis (Lapis-Systematik) di Stefan Weiß l'arfvedsonite si trova nella classe dei "silicati" e nella sottoclasse degli "inosilicati"; qui il minerale si trova nella sezione di quelli che hanno struttura "[Si4O11] a due bande 6-; gruppo degli anfiboli; anfiboli alcalini" dove forma il sistema nº VIII/F.08.
Anche la classificazione dei minerali secondo Dana, usata principalmente nel mondo anglosassone, elenca l'arfvedsonite nella famiglia dei silicati; qui è nella classe degli "inosilicati: catene doppie non ramificate, W=2" e nella sottoclasse degli "inosilicati: catene doppie non ramificate, configurazione anfibolo W=2" dove forma il "gruppo 4, anfiboli di sodio" con il numero di sistema 66.01.03c.

## Abito cristallino
L'arfvedsonite cristallizza nel sistema monoclino nel gruppo spaziale C2/m (gruppo nº 12) con le costanti di reticolo a = 10,007 Å, b = 18,077 Å, c = 5,332 Å e β = 104,1°, oltre ad avere 2 unità di formula per cella unitaria.

## Origine e giacitura
L'arfvedsonite si rinviene principalmente nelle rocce plutoniche alcaline. È particolarmente diffusa associata ai minerali tipici delle rocce agpaitiche nelle quali si forma durante le ultime fasi di cristallizzazione. È anche la principale fase ferromagnesiaca dei graniti alcalini.
L'arfvedsonite è stata trovata in paragenesi anche con nefelina, albite, egirina, riebeckite, catoforite e quarzo.
Il minerale è presente in diversi siti sparsi per il mondo. Qui si ricorda solo la sua località tipo, il fiordo Kangerluarsuk presso Igaliku (Groenlandia).

## Forma in cui si presenta in natura

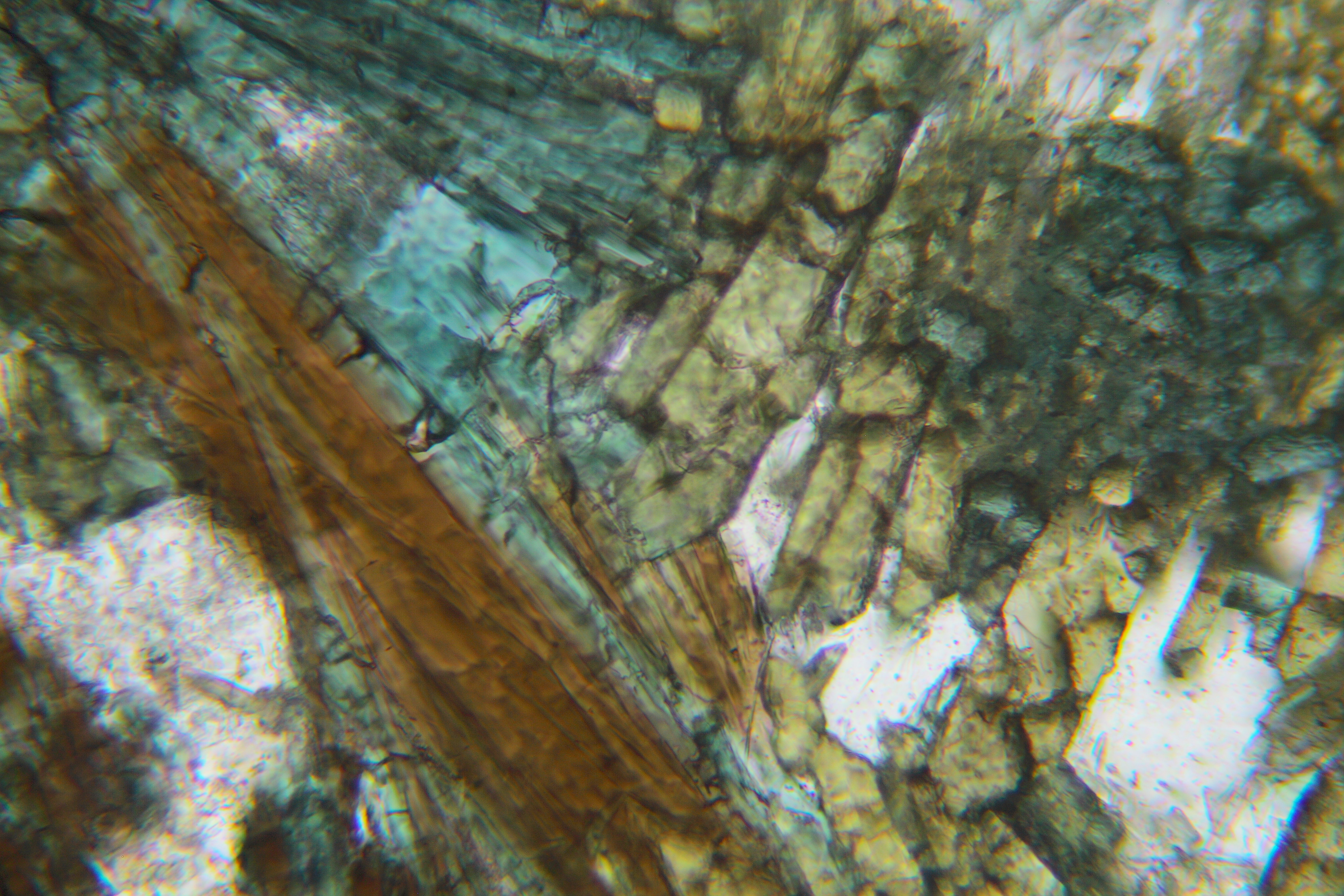
Arfvedsonite in sezione sottile (sotto luce polarizzata linearmente): i colori intensi e il pleocroismo è pronunciato. Località: gruppo dell'Odenwald

L'arfvedsonite si trova comunemente in prismi allungati, striati e non terminati lunghi fino a 60 cm; si rinviene anche come aggregati di fibre radiali.
Il minerale è da traslucido a opaco con lucentezza vitrea; il colore va dal nero-bluastro al nero, mentre quello del suo striscio va da grigio bluastro intenso a grigio-verde.

## Modificazioni e varietà
La juddite è una varietà di arfvedsonite contenente manganese. Questa varietà è stata chiamata in questo modo nel 1908 da Lewis Leigh Fermor in onore del geoscienziato britannico John Wesley Judd. È un anfibolo rosso, per via del manganese, caratterizzato da un pleocroismo intenso (carminio, blu o verde e arancione).

## Proprietà
L'arfvedsonite mostra un forte pleocroismo con colori che variano dal blu-verde, al giallo-marrone fino al grigio-viola, mentre alla luce ultravioletta a onde lunghe (365 nm) il minerale appare arancione.
Davanti al cannello a soffiatura, l'arfvedsonite si scioglie molto facilmente colorando la fiamma di giallo e formando di una perlina magnetica.

## Minerali correlati
La fluoro-arfvedsonite è un anfibolo in fase di studi e non ancora approvato dall'Associazione Mineralogica Internazionale; è l'analogo del fluoro dell'arfvedsonite: la sua composizione chimica è infatti NaNa2(Fe2+4Fe3+)Si8O22F2 da cui si vede che l'anione dominante in posizione W non è l'idrossile OH, bensì il fluoro.
Come l'arfvedsonite, la fluoro-arfvedsonite è classificata nella decima edizione della sistematica di Strunz nel sistema nº 9.DE.25, quindi cristallizza nel sistema monoclino. La lucentezza è vitrea, il minerale è traslucido e di colore nero, mentre il suo striscio è grigio-bluastro chiaro.